# Bridget Sloan
Bridget Sloan född den 12 juni 1992 i Cincinnati, Ohio, är en amerikansk gymnast.
Hon tog OS-silver i lagmångkampen i samband med de olympiska gymnastiktävlingarna 2008 i Peking.